# Gomphocarpus
Genre
Gomphocarpus est un genre de plantes à fleurs de la famille des Apocynacées. Certaines espèces sont cultivées, notamment pour l'originalité de leur fructification.

## Liste d'espèces
Selon World Checklist of Selected Plant Families (WCSP) (4 décembre 2019) et The Plant List (4 décembre 2019) :
- Gomphocarpus abyssinicus Decne. (1844)
- Gomphocarpus cancellatus (Burm.f.) Bruyns (1995)
- Gomphocarpus filiformis (E.Mey.) D.Dietr. (1840)
- Gomphocarpus fruticosus (L.) W.T.Aiton (1811)
- Gomphocarpus glaucophyllus Schltr. (1894)
- Gomphocarpus integer (N.E.Br.) Bullock (1952)
- Gomphocarpus kaessneri (N.E.Br.) Goyder & Nicholas (2001)
- Gomphocarpus munonquensis (S.Moore) Goyder & Nicholas (2001)
- Gomphocarpus phillipsiae (N.E.Br.) Goyder (1996)
- Gomphocarpus physocarpus E.Mey. (1838)
- Gomphocarpus praticola (S.Moore) Goyder & Nicholas (2001)
- Gomphocarpus purpurascens A.Rich. (1850)
- Gomphocarpus rivularis Schltr. (1895)
- Gomphocarpus semiamplectens K.Schum. (1893)
- Gomphocarpus semilunatus A.Rich. (1850)
- Gomphocarpus sinaicus Boiss. (1849)
- Gomphocarpus stenophyllus Oliv. (1875)
- Gomphocarpus swynnertonii (S.Moore) Goyder & Nicholas (2001)
- Gomphocarpus tenuifolius (N.E.Br.) Bullock (1953)
- Gomphocarpus tomentosus Burch. (1822)

Selon Tropicos (4 décembre 2019) (Attention liste brute contenant possiblement des synonymes) :
- Gomphocarpus abyssinicus Decne.
- Gomphocarpus acerateoides Schltr.
- Gomphocarpus adscendens Schltr.
- Gomphocarpus affinis Schltr.
- Gomphocarpus alatus Schltr.
- Gomphocarpus albens (E. Mey.) Decne.
- Gomphocarpus amabilis (N.E. Br.) Bullock
- Gomphocarpus amoenus K. Schum.
- Gomphocarpus angustifolius (Schweigg.) Link
- Gomphocarpus appendiculatus (E. Mey.) Decne.
- Gomphocarpus arachnoideus E. Fourn.
- Gomphocarpus arborescens (L.) Aiton
- Gomphocarpus arenarius Schltr.
- Gomphocarpus asclepiaceus Schltr.
- Gomphocarpus asper Decne.
- Gomphocarpus asperifolius C.F. Meisner
- Gomphocarpus aureus Schltr.
- Gomphocarpus auriculatus (Engelm. ex Torr.) K. Schum.
- Gomphocarpus bisacculatus Oliv.
- Gomphocarpus brasiliensis E. Fourn.
- Gomphocarpus brevicuspis (E. Mey.) D. Dietr.
- Gomphocarpus brevipes Schltr.
- Gomphocarpus buchwaldii Schltr. & K. Schum.
- Gomphocarpus campanulatus Harv.
- Gomphocarpus cancellatus (Burm. f.) Bruyns
- Gomphocarpus carinatus Schltr.
- Gomphocarpus chironioides Decne.
- Gomphocarpus chlorojodina K. Schum.
- Gomphocarpus concinnus Schltr.
- Gomphocarpus concolor (E. Mey.) Decne.
- Gomphocarpus cordifolius (Benth.) Benth. ex A. Gray
- Gomphocarpus corniculatus (E. Mey.) D. Dietr.
- Gomphocarpus cornutus Decne.
- Gomphocarpus coronarius (E. Mey.) Decne.
- Gomphocarpus crinitus G. Bertol.
- Gomphocarpus crispus (P.J. Bergius) R. Br. ex Schult.
- Gomphocarpus cristatus Decne.
- Gomphocarpus cucullatus Schltr.
- Gomphocarpus cultriformis Harvey ex Schltr.
- Gomphocarpus dealbatus (E. Mey.) Decne.
- Gomphocarpus dependens K. Schum.
- Gomphocarpus depressus Schltr.
- Gomphocarpus diploglossus Turcz.
- Gomphocarpus eminens Harv.
- Gomphocarpus eustegioides (E. Mey.) D. Dietr.
- Gomphocarpus expansus (E. Mey.) D. Dietr.
- Gomphocarpus fallax Schltr.
- Gomphocarpus filiformis (E. Mey.) D. Dietr.
- Gomphocarpus flexuosus (E. Mey.) D. Dietr.
- Gomphocarpus foliosus K. Schum.
- Gomphocarpus fragrans Schltr.
- Gomphocarpus frederici (Hiern) Bullock
- Gomphocarpus fruticosus (L.) W.T. Aiton
- Gomphocarpus galpinii Schltr.
- Gomphocarpus geminatus Schltr.
- Gomphocarpus geminiflorus Schltr.
- Gomphocarpus gerrardi Harv.
- Gomphocarpus gibbus (E. Mey.) D. Dietr.
- Gomphocarpus glaberrimus Oliv.
- Gomphocarpus glaucophyllus Schltr.
- Gomphocarpus gracilis (E. Mey.) D. Dietr.
- Gomphocarpus grandiflorus (L. f.) Decne.
- Gomphocarpus grantii (Oliv.) Schltr.
- Gomphocarpus harveyanus Schltr.
- Gomphocarpus hastatus E. Mey.
- Gomphocarpus humilis (E. Mey.) Decne.
- Gomphocarpus hypoleucus A. Gray
- Gomphocarpus insignis Schltr.
- Gomphocarpus integer (N.E. Br.) Bullock
- Gomphocarpus interruptus (E. Mey.) D. Dietr.
- Gomphocarpus involucratus (E. Mey.) D. Dietr.
- Gomphocarpus kaessneri (N.E. Br.) Goyder & Nicholas
- Gomphocarpus kamerunensis (Schltr.) Bullock
- Gomphocarpus lanatus E. Mey.
- Gomphocarpus linearis (E. Mey.) D. Dietr.
- Gomphocarpus lineolatus Decne.
- Gomphocarpus lisianthoides Decne.
- Gomphocarpus longifolius (Michx.) Spreng.
- Gomphocarpus longissimus K. Schum.
- Gomphocarpus macer (E. Mey.) D. Dietr.
- Gomphocarpus macroglossus Turcz.
- Gomphocarpus macropus Schltr.
- Gomphocarpus marginatus (E. Mey.) Decne.
- Gomphocarpus meliodorus Schltr.
- Gomphocarpus meyerianus Schltr.
- Gomphocarpus mkenii Harv.
- Gomphocarpus multicaulis (E. Mey.) D. Dietr.
- Gomphocarpus multiflorus Decne.
- Gomphocarpus munonquensis (S. Moore) Goyder & Nicholas
- Gomphocarpus navicularis (E. Mey.) D. Dietr.
- Gomphocarpus niveus Bojer ex Baker
- Gomphocarpus nutans Klotzsch
- Gomphocarpus ochroleucus Schltr.
- Gomphocarpus orbicularis (E. Mey.) Schltr.
- Gomphocarpus ovatus Schltr.
- Gomphocarpus oxytropis Turcz.
- Gomphocarpus pachyglossus Schltr.
- Gomphocarpus pachystephanus Schltr.
- Gomphocarpus padifolius Baker
- Gomphocarpus palmeri A. Gray
- Gomphocarpus palustris K. Schum.
- Gomphocarpus parviflorus Schltr.
- Gomphocarpus pauciflorus Hochst. & Steud.
- Gomphocarpus pedunculatus Decne.
- Gomphocarpus peltiger (E. Mey.) D. Dietr.
- Gomphocarpus phillipsiae (N.E. Br.) Goyder
- Gomphocarpus physocarpus E. Mey.
- Gomphocarpus praticola (S. Moore) Goyder & Nicholas
- Gomphocarpus pulchellus Decne.
- Gomphocarpus purpurascens A. Rich.
- Gomphocarpus rectinervis Schltr.
- Gomphocarpus reflectens (E. Mey.) Decne.
- Gomphocarpus revolutus (E. Mey.) D. Dietr.
- Gomphocarpus rhinophyllus K. Schum.
- Gomphocarpus rigidus (E. Mey.) Decne.
- Gomphocarpus rivularis Schltr.
- Gomphocarpus robustus A. Rich.
- Gomphocarpus roseus K. Schum.
- Gomphocarpus rostratus (N.E. Br.) Bullock
- Gomphocarpus rubioides Kotschy & Peyritsch
- Gomphocarpus scaber Harv.
- Gomphocarpus schimperi
- Gomphocarpus schinzianus Schltr.
- Gomphocarpus schizoglossoides Schltr.
- Gomphocarpus schlechteri K. Schum.
- Gomphocarpus semiamplectens K. Schum.
- Gomphocarpus semilunatus A. Rich.
- Gomphocarpus sessilis Decne.
- Gomphocarpus setosus (Forssk.) R. Br. ex Schult.
- Gomphocarpus simplex Schltr.
- Gomphocarpus sinaicus Boiss.
- Gomphocarpus solstitialis (A. Chev.) Bullock
- Gomphocarpus spathulatus Schltr.
- Gomphocarpus sphacelatus K. Schum.
- Gomphocarpus stenoglossus Schltr.
- Gomphocarpus stenophyllus Oliv.
- Gomphocarpus stockenstromensis Schltr.
- Gomphocarpus stolzianus K. Schum.
- Gomphocarpus suaveolens Schltr.
- Gomphocarpus swynnertonii (S. Moore) Goyder & Nicholas
- Gomphocarpus tanganyikensis (E.A. Bruce) Bullock
- Gomphocarpus tenuifolius (N.E. Br.) Bullock
- Gomphocarpus tenuis (E. Mey.) D. Dietr.
- Gomphocarpus tomentosus Burch.
- Gomphocarpus torreyi J.F. Macbr.
- Gomphocarpus trachyphyllus K. Schum.
- Gomphocarpus transvaalensis Schltr.
- Gomphocarpus trifurcatus Schltr.
- Gomphocarpus truncatus (E. Mey.) D. Dietr.
- Gomphocarpus undulatus (L.) Schltr.
- Gomphocarpus validus Schltr.
- Gomphocarpus velutinus Schltr.
- Gomphocarpus verticillatus Turcz.
- Gomphocarpus virgatus (E. Mey.) D. Dietr.
- Gomphocarpus viridiflorus (Raf.) Spreng.
- Gomphocarpus viridis (Walter) Spreng.
- Gomphocarpus woodii Schltr.